# 無視可能性
数学やその応用分野において「無視できる」（むしできる、英: Negligible）とは、考えている量が十分小さく、大勢に影響ないという意味で考慮からはずしてもよいことを意味する術語である。これはより数学的な無限小の概念と関連するが、無視可能という考え方は、特に物理学や化学、電気工学や計算機プログラミング、あるいは日常的な決定などの実利的な場面で有効なものである。ある量が「無視できる」ということができるのは、それが「当面の問題」においてその場合に許容できるという合意の得られる「誤差の範囲内」に収まるために、無視しても安全であるときである。例えば、電線の電気抵抗や原子における電子の質量などは、しばしば無視してよい量として扱われる。